# Нюнспет (община)
Нюнспет (нидерл. Nunspeet) — община в провинции Гелдерланд (Нидерланды). Административный центр — одноимённая деревня Нюнспет. 1 января 1812 года Нюнспет был отделен от Эрмело как отдельная община, но 1 января 1818 общины опять объединились. Современная община Нюнспет была создана 1 января 1972 года после разделения общины Эрмело.
Территория общины занимает 129,53 км², из которых 128,74 км² — суша. По данным на 1 августа 2020 года население общины составляло 27 862 человека.

## Состав
В общину Нюнспет входят деревни Нюнспет, Элспет, Вирхаутен и Хюлсхорст.